# فرودگاه شهرستان بی سیتی
فرودگاه شهرستان بی سیتی (به انگلیسی: Bay City Municipal Airport) یک فرودگاه همگانی بهره‌برداری هوایی با کد یاتا BBC است که یک باند فرود آسفالت دارد و طول باند آن ۱۵۵۷ متر است. این فرودگاه در کشور ایالات متحده آمریکا قرار دارد و در ارتفاع ۱۴ متری از سطح دریا واقع شده‌است.